# Merops albicollis

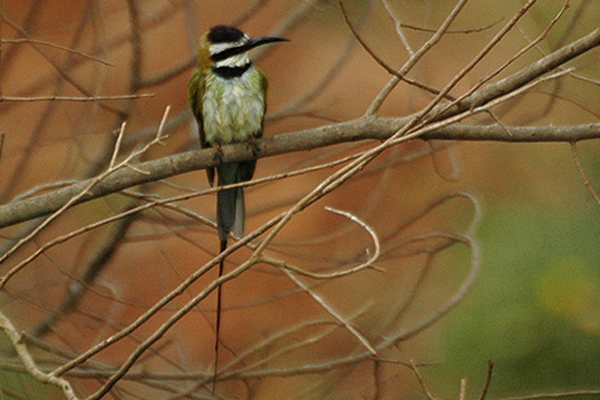
Abejaruco gorgiblanco cerca de Entebbe, Uganda.

El abejaruco gorgiblanco (Merops albicollis) es una especie de ave de la familia Meropidae. Se reproduce en zonas semidesérticas en la frontera sur del Sahara, África. El abejaruco gorgiblanco es un ave migratoria, pasa el invierno en los bosques húmedos ecuatoriales de África entre el sur de Senegal y Uganda.

## Descripción
Esta especie, al igual que otros abejarucos, es un ave estilizada de colores muy vivos. Su color predominante es el verde, pero su cara y garganta son blancas con una corona, raya en el ojo y franja en la nuca negras. Sus partes inferiores son verde pálido que vira al azul en el pecho. Sus ojos son rojos y el pico es negro.
El abejaruco gorgiblanco mide entre 19 a 21 cm de largo, sin contar las dos largas plumas centrales de su cola, que pueden medir por sí solas unos 12 cm de largo. Su peso es de 20 a 28 gramos. Ambos sexos son similares. Su llamada es similar a la del abejaruco europeo.
El abejaruco gorgiblanco es un ave que se reproduce en terrenos secos arenosos, abundantes en matorrales espinosos y casi desérticos. Son animales gregarios, anidando en colonias en bancos de arena o planicies abiertas. Excavan un túnel largo de 1–2 m de largo en el cual ponen de 6 a 7 huevos esféricos blancos. Tanto la hembra como el macho se ocupan del cuidado de los huevos, pero hasta cinco ayudantes colaboran en el cuidado de los pichones.
Los abejarucos gorgiblancos se alimentan y anidan en comunidad. Tal como indica su nombre, se alimentan predominantemente de  insectos, especialmente abejas y avispas, las cuales capturan en vuelo en ataques desde una rama donde acechan. Sin embargo,  esta especie probablemente captura gran proporción de  hormigas  voladoras y escarabajos.
Son muy comunes en la amplia zona donde habitan, por lo que no se considera sea una especie que se encuentre amenazada.